# Xavier Jamaux
 (novembre 2019).
Si vous disposez d'ouvrages ou d'articles de référence ou si vous connaissez des sites web de qualité traitant du thème abordé ici, merci de compléter l'article en donnant les références utiles à sa vérifiabilité et en les liant à la section « Notes et références ».
Xavier Jamaux est un musicien et un compositeur, né en mai 1968 à Versailles.

## Biographie
À la fin des années 1980, Xavier Jamaux est le batteur du groupe de lycéens Orange, dont les autres membres sont Nicolas Godin (guitares), Jean-Benoît Dunckel (claviers), qui formeront ensuite tous les deux le duo Air, et Alexis Latrobe (basse), futur Alex Gopher. Il rencontre Marc Collin, avec qui il forme Spleen Ideal, d'inspiration New Wave et Persona, plus expérimental. Xavier est auteur, chanteur et bassiste ; Marc s'occupe de la production et des claviers. Plus tard ils forment Indurain (signé sur le label Rosebud), et en 1994, Ollano (en 1996 sur le label Rosebud/Barclay). ils invitent le DJ Erik Rug, Patrick Woodcock, futur-MELLOW, Alain Kremski, premier prix de Rome et spécialiste des bols tibétains), et deux chanteuses : Helena Noguerra  et Sandra Nkaké. Latitudes, le single extrait de l'album est un vrai succès critique et commercial mais occulte le reste de l'album, plus expérimental (influences bossa nova, musiques de films, Julie London et jazz expérimental de Art Ensemble of Chicago).

## Filmographie
- 1997 : 187 code meurtre, de Kevin Reynolds
- 1998 : Tokyo Eyes de Jean-Pierre Limosin
- 2001 : Entre chiens et loups, d'Alexandre Arcady
- 2007 : Carmen (téléfilm) de Jean-Pierre Limosin
- 2007 : Funny Games U.S., de Michael Haneke
- 2007 : Mad Detective, de Johnnie To
- 2008 : Young Yakuza (documentaire) de Jean-Pierre Limosin
- 2008 : Sparrow, de Johnnie To
- 2009 : Written By
- 2009 : Accident, de Soi Cheang
- 2011 : Don't Go Breaking My Heart, de Johnnie To
- 2012 : Drug War , de Johnnie To
- 2012 : Motorway, de Johnnie To
- 2014 : Visite à Hokusai (documentaire) de Jean-Pierre Limosin
- 2016 : Three, de Johnnie To
- 2020 : Slice of Heaven de  Kourtney Roy (short)
- 2020 : Summer de Su Che Hsien

## Bangbang
Dès 1997, Xavier Jamaux commence à œuvrer sous un nouveau pseudonyme, Bangbang. En pleine explosion de la French Touch, il sort un premier maxi, Bye Bye Blues, sur le label de Bob Sinclar, Yellow Productions. Ce premier maxi reçoit un accueil enthousiaste au Royaume-Uni. En 1998, Two Fingers avec la participation du crooner suédois Jay-Jay Johanson ; en 1999, enfin, sortie du premier album de bangbang, Je t'aime je t'aime, avec outre Jay-Jay Johanson, la participation du chanteur Gary Christian (chanteur du groupe anglais The Christians). Xavier « Bangbang » fait alors une musique que lui-même et d'autres qualifieront d'électro soul, une soul moderne à base de machines, de samples, et d'instruments, qui lorgne du côté de Gainsbourg période anglaise, et de la sainte trinité soul : Marvin Gaye, Isaac Hayes et Curtis Mayfield. L'album reçoit un accueil enthousiaste partout dans le monde et un journaliste anglais résumera ainsi la musique de Xavier bangbang Jamaux : AIR meets Isaac Hayes.
À cette époque Xavier multiplie les collaborations, il remixe de nombreux artistes, dont Jean-Louis Murat, Kid Loco, Alex Gopher, Beth Hirsch (chanteuse du Moon Safari de Air).
Il produit aussi sur son label, bang bang & beats un duo folk anglais, X Valdez, composé d'une chanteuse et de Damian O'Neill, ex-membre fondateur de The Undertones, et That Petrol Emotion. Il collabore aussi aux albums de Jay-Jay Johanson (Poison, Prologue et Rush).
Récemment[Quand ?] Xavier a repris son projet bangbang, en sortant un EP avec la collaboration de Jay-Jay Johanson, Simon Lord (le chanteur du groupe Simian) et Lacquer. L'album prévu pour 2020 comporte d' autres participations (Casey Spooner de Fischerspooner), Loïc Fleury (Isaac Delusion)
En 2019, Xavier invite les chanteuses et comédiennes Alka Balbir, Barbara Carlotti, Élodie Frégé, Helena Noguerra, Loane et Nubia Esteban dans un projet de chanson chic et féminine, Gemme.

## Discographie

### Albums
- 1996 : Ollano (Barclay)
- 1998 : bande originale du film Tokyo Eyes (bangbang&beats/Naïve)
- 1999 : BangBang: Je t'aime Je t'aime (bangbang&beats/Yellow/East West)
- 2003 : BangBang: Silicone (Yellow/East West)
- 2008 : bande originale du film Sparrow (bangbang&beats/Naïve)
- 2008 : A Bigger Splash : Tunes for Teens (bangbang&beats)
- 2012 : bande originale du film Motorway (GO4music/bangbang&beats)
- 2016 : Playing With Friends (bangbang&beats)
- 2016 : Music For Films (bangbang&beats)
- 2017 : bande originale des films Drug War/Three (bangbang&beats/Believe)
- 2019 : Gemme Retour durable de l'être aimé (bangbang&beats/Believe)

### EP
- Ollano : La Couleur
- Ollano : Latitudes
- Tokyo Eyes : Bang! Bang! (You're Dead)
- BangBang : Bye Bye Blues
- BangBang : Two Fingers
- BangBang : Silicone
- BangBang : Shoot the Model
- BangBang : Superstitious Guy
- Gemme : Sweet Harmony avec Alka Balbir, Barbara Carlotti, Elodie Fregé, Loane et Nubia Esteban

### Remixes
- Air : Modulor Mix (samples)[2]
- Beth Hirsch : Miner's Son
- Jay-Jay Johanson : Mana Mana Mana
- Kid Loco : She's my Lover
- Alex Gopher : Gordini Mix
- Nova Nova : Plaid
- Rare : Seems Like
- Beth Hirsch : P Town Rubbies
- Jean-Louis Murat : Jim (bangbang remix)
- Jean-Louis Murat : Jim (radio edit)
- Pete Herbert : Hypnotise

## Distinctions
- Three nommé dans la catégorie meilleure musique de film aux Golden Horse Awards et au Asian Film Awards[3],[4]